# Yuhina humilis
La yuhina birmana (Yuhina humilis) es una especie de ave paseriforme de la familia Zosteropidae endémica de las montañas de Birmania y Tailandia. Su hábitat natural son los bosques de montaña tropicales húmedos.